# Kokusai
La Nippon Kokusai Koku Kogyo K.K., más conocida como Kokusai fue una compañía constructora de aeronaves militares del Imperio del Japón.

## Desarrollo
Kokusai operaba dos plantas, en Okubo y Hiratsuka, que producían primariamente el entrenador Ki-86. Kokusai también produjo el planeador Ku-8 "Gander".

## Productos
- Kokusai Ki-59 "Theresa" - Monoplano de transporte bimotor ligero (1941)
- Kokusai Ki-76 "Stella" - Avión de observación militar STOL (1942)
- Kokusai Ki-86 - Biplano entrenador primario (1942)
- Kokusai Ki-105 - Prototipo avión cisterna (1945)
- Kokusai Ta-Go - Proyecto avión kamikaze (1945)
- Kokusai Ku-7 - Planeador cisterna experimental (1942)
- Kokusai Ku-8 - Planeador de asalto (1944)